# بخش اوآک ران (شهرستان مدیسون، اوهایو)
بخش اوآک ران (به انگلیسی: Oak Run Township) یک منطقهٔ مسکونی در ایالات متحده آمریکا است که در شهرستان مدیسون، اوهایو واقع شده‌است.
 بخش اوآک ران ۷۲٫۵ کیلومتر مربع مساحت و ۵۱۴ نفر جمعیت دارد و ۳۰۲ متر بالاتر از سطح دریا واقع شده‌است.